# Dumanjug
Dumanjug là một đô thị hạng 4 của tỉnh Cebu, Philippines. Theo điều tra dân số năm 2007, đô thị này có dân số 44.807 người.

## Các đơn vị dân cư
Dumanjug được chia thành các đơn vị hành chính gồm 37 khu dân cư (khu phố) (barangay).
| - Balaygtiki - Bitoon - Bulak - Bullogan - Doldol - Kabalaasnan - Kabatbatan - Calaboon - Kambanog - Camboang - Candabong - Kang-actol - Kanghalo | - Kanghumaod - Kanguha - Kantangkas - Kanyuko - Cogon - Kolabtingon - Cotcoton - Lamak - Lawaan - Liong - Manlapay - Masa | - Matalao - Paculob - Panlaan - Pawa - Ilaya (Poblacion) - Poblacion Looc - Poblacion Sima - Tangil - Tapon - Tubod-Bitoon - Tubod-Dugoan - Poblacion Central |